# Gordon Davies (cầu thủ bóng đá, sinh năm 1932)
Gordon Davies (sinh ngày 4 tháng 9 năm 1932) là một cầu thủ bóng đá người Anh, thi đấu ở vị trí tiền đạo tầm xa ở Football League cho Manchester City, Chester và Southport.